# Cantone di Ruffec
Il Cantone di Ruffec è una divisione amministrativa dell'arrondissement di Confolens. Fino al 2007 ha fatto parte dell'arrondissement di Angoulême.
A seguito della riforma approvata con decreto del 20 febbraio 2014, che ha avuto attuazione dopo le elezioni dipartimentali del 2015, è stato soppresso.

## Composizione
Comprende i comuni di:
- Les Adjots
- Barro
- Bioussac
- Condac
- Couture
- Nanteuil-en-Vallée
- Poursac
- Ruffec
- Saint-Georges
- Saint-Gourson
- Saint-Sulpice-de-Ruffec
- Taizé-Aizie
- Verteuil-sur-Charente
- Vieux-Ruffec
- Villegats